# Maura Visser
Maura Visser (La Haya, 1 de junio de 1985) es una exjugadora neerlandesa de balonmano.

## Trayectoria
Visser jugó en los Países Bajos para el Hellas Den Haag y el v.d. Voort/Quintus. 
Fue cuatro veces campeona nacional (de 2004 a 2007), y en 2009 se incorporó al KIF Kolding, equipo de la primera división danesa. Con el Kolding, la jugadora de la primera línea alcanzó en 2010 la final de la Recopa de Europa. 
En el verano de 2011, Visser fichó por el club alemán HC Leipzig, de la Bundesliga. Con el Leipzig ganó la Copa de Alemania (DHB-Pokal) en 2014. En noviembre de ese mismo año, se rescindió su contrato.
El 29 de diciembre de 2014 firmó con el Viborg HK, equipo de la primera división danesa, hasta el final de la temporada 2014/15. Posteriormente se incorporó al SG BBM Bietigheim, club de la Bundesliga alemana. Con Bietigheim se proclamó campeona de liga en 2017 y 2019. Durante la temporada 2017/18 estuvo inactiva debido a su embarazo. Al finalizar la temporada 2019/20, puso fin a su carrera deportiva.

### Clubes
- –2009:  Niederlande v.d. Voort/Quintus
- 2009–11:  KIF Kolding
- 2011–14:  HC Leipzig
- 2014–15:  Viborg HK
- 2015–20:  SG BBM Bietigheim

### Selección de los Países Bajos
Visser disputó 139 partidos con la selección nacional de los Países Bajos, en los que anotó más de 450 goles. En el Campeonato de Europa de 2010, con 36 tantos, ocupó el quinto lugar en la tabla de máximas goleadoras. En el Campeonato de Europa de 2016 ganó la medalla de plata. Tras obtener el bronce en el Europeo de 2018, anunció su retirada de la selección.

## Títulos

### Con la selección
- 1 x Medalla de plata en el Campeonato de Europa de 2016
- 1 x Medalla de bronce en el Campeonato de Europa de 2018

### De clubes
- 2 x Bundesliga alemana (2016/17, 2018/19)
- 1 x Copa alemana (2013/14)
- 2 x Eredivisie neerlandesa (2001/02, 2006/07)
- 3 x Copa de Países Bajos (2001/02, 2002/03, 2006/07)

## Vida personal
Desde noviembre de 2013, Visser mantiene una relación con el portero de fútbol alemán Philipp Pentke.